# Edwin Goldmann

Edwin Goldmann

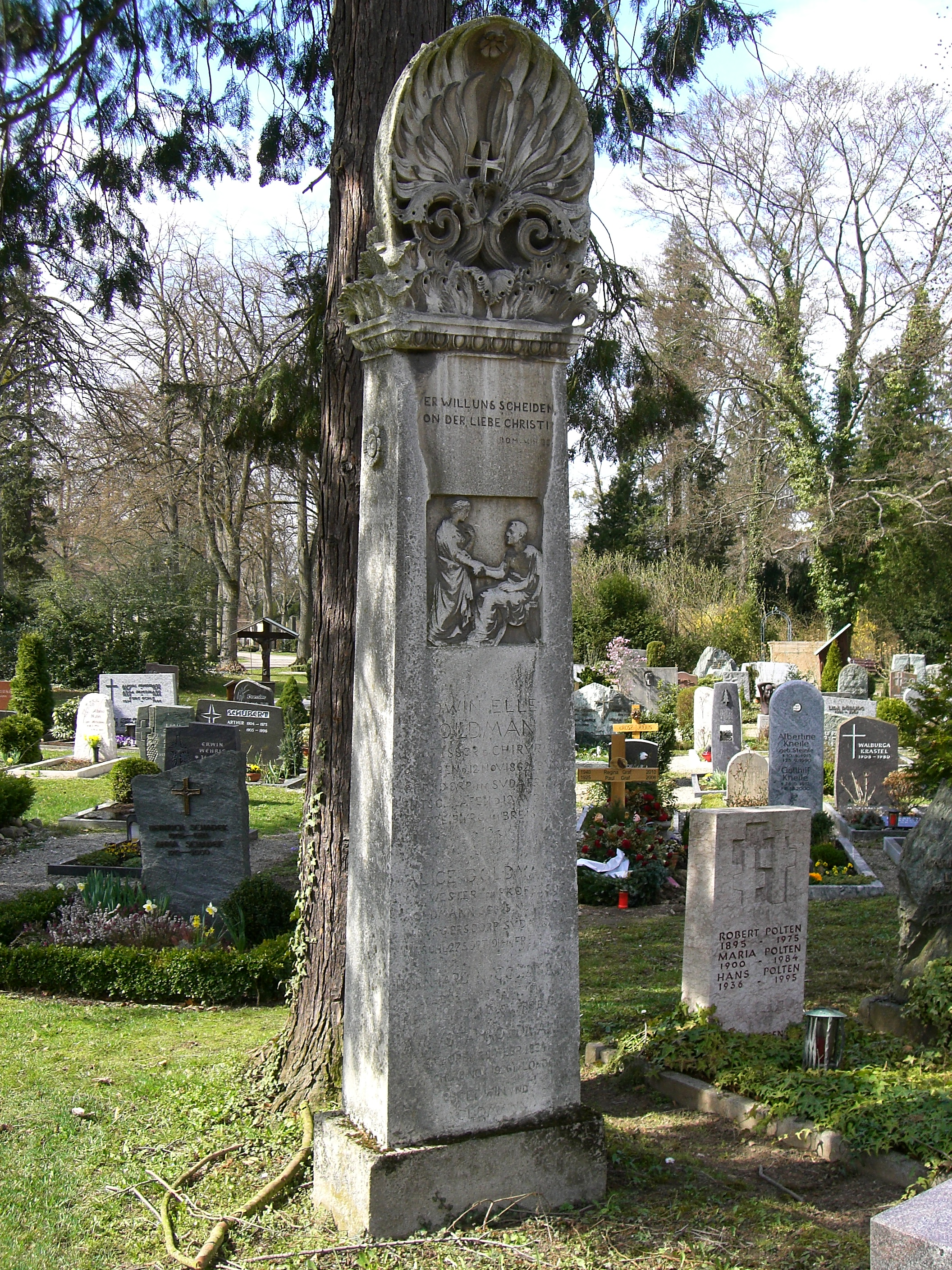
Grab Goldmanns auf dem Hauptfriedhof Freiburg im Breisgau

Edwin Ellen Goldmann (* 12. November 1862 in Burgersdorp, Südafrika; † 12. August 1913 in Freiburg im Breisgau) war ein deutscher Chirurg und Wissenschaftler.

## Werdegang
Edwin Goldmann ging an seinem Geburtsort Burgersdorp an der Albert Academy zur Schule. Danach studierte er zunächst in London Medizin. Anschließend besuchte er die Universitäten von Breslau und Freiburg. 1888 wurde er zum Dr. med. promoviert. Bei Carl Weigert in Frankfurt bekam er seine erste Anstellung. Er blieb ein halbes Jahr in Frankfurt und ging danach nach Freiburg zu Eugen Baumann, wo er sich physiologisch-chemischen Studien widmete. In seinen Arbeiten befasste er sich mit dem Cystin, schwefelhaltigen Verbindungen des Harns und dem Jodothyrin. Seine Habilitationsschrift aus dem Jahre 1891 (veröffentlicht 1893)  handelt von der „Lehre von den Neuromen“. 1898 wurde er außerordentlicher Professor und später ordentlicher Honorarprofessor. Er leitete die chirurgische Abteilung des Diakonissenkrankenhauses in Freiburg. Dort befasste er sich mit einem weiten Spektrum klinischer Bereiche und veröffentlichte klinisch-wissenschaftliche Beiträge zu Themen der Infektiologie (Tuberkulose, Diphtherie), der Gynäkologie, Wundbehandlung und Hauttransplantation, Fehlbildungen der Gliedmaßen, vor allem aber zu Krebserkrankungen wie Lymphomen. Er widmete sich grundlegend dem Gebiet der Krebsforschung.
Goldmann lieferte einen wesentlichen Beitrag zur Entdeckung der Blut-Hirn-Schranke. Er verfolgte konsequent die wissenschaftlichen Grundideen seines Mentors Paul Ehrlich und wandte die intravitale Färbung, also die Injektion von Farbstoffen in lebende Tiere mit nachfolgender histopathologischer Untersuchung an. 1913 injizierte er Trypanblau, einen 1904 von Paul Ehrlich erstmals synthetisierten wasserlöslichen Azofarbstoff, direkt in die Rückenmarksflüssigkeit (Liquor cerebrospinalis) von Hunden. Dabei wurde das gesamte Zentralnervensystem (Gehirn und Rückenmark) angefärbt, aber sonst kein anderes Organ. Injizierte Goldmann den Farbstoff im Gegenzug in das Blutsystem der Tiere, färbte sich der gesamte Körper, nur das Gehirn nicht. Somit war die Trennung von Blutkreislauf und zentralem Nervensystem durch eine Blut-Hirn-Barriere bewiesen.
1913 verstarb Goldmann in Freiburg an den Folgen einer Krebserkrankung.